# Phrodita fasciata
Phrodita fasciata är en fjärilsart som beskrevs av Jones 1908. Phrodita fasciata ingår i släktet Phrodita och familjen nattflyn. Inga underarter finns listade i Catalogue of Life.